# Trebča vas
Trebča vas je naselje u slovenskoj Općini Žužemberku. Trebča vas se nalazi u pokrajini Dolenjskoj i statističkoj regiji Jugoistočnoj Sloveniji. 

## Stanovništvo
Prema popisu stanovništva iz 2002. godine naselje je imalo 80 stanovnika.